# Wilhelm Edelsvärd (hovman)
Fredrik Wilhelm Edelsvärd, född den 6 maj 1869 i Stockholm, död där den 12 november 1961, var en svensk direktör och kammarherre. Han var son till Adolf W. Edelsvärd.

## Biografi
Edelsvärd anställdes i Kungliga Järnvägsstyrelsens kanslibyrå 1889. Han var en av initiativtagarna till föreningen för Stockholms fasta försvar 1902, där han blev sekreterare. Edelsvärd blev kammarjunkare 1914 och kammarherre 1928. Han innehade ett stort antal förtroendeuppdrag, var bland annat sekreterare och skattmästare i Mälarens turisttrafikförening 1912–1935, verkställande direktör i turisttrafikförbundets restaurangaktiebolag 1921–1935 och ordförande i styrelsens för Turisttrafikförbundet för Stockholms stad och län verkställande utskott från 1936. Han vilar på Solna kyrkogård.

## Utmärkelser

### Svenska utmärkelser
- Konung Gustaf V:s jubileumsminnestecken med anledning av 70-årsdagen, 1928.[2]
- Kommendör av andra klassen av Vasaorden, 16 juni 1928.[3]
- Riddare av första klassen av Vasaorden, 1910.[4]
- Kommendör av första klassen av Nordstjärneorden, 1952.[5]
- Kommendör av andra klassen av Nordstjärneorden, 1942.[6]
- Riddare av Nordstjärneorden, 1919.[7]
- Rättsriddare av Johanniterorden i Sverige, tidigast 1942 och senast 1945.[8][9]
- Riddare av Johanniterorden i Sverige, tidigast 1921 och senast 1925.[10][11]

### Utländska utmärkelser
- Kommendör av andra klassen av Spanska Civilförtjänstorden, tidigast 1925 och senast 1931.[2][11]
- Riddare av första klassen av Norska Sankt Olavs orden, tidigast 1925 och senast 1931.[2][11]